# 傑伊拉赫區

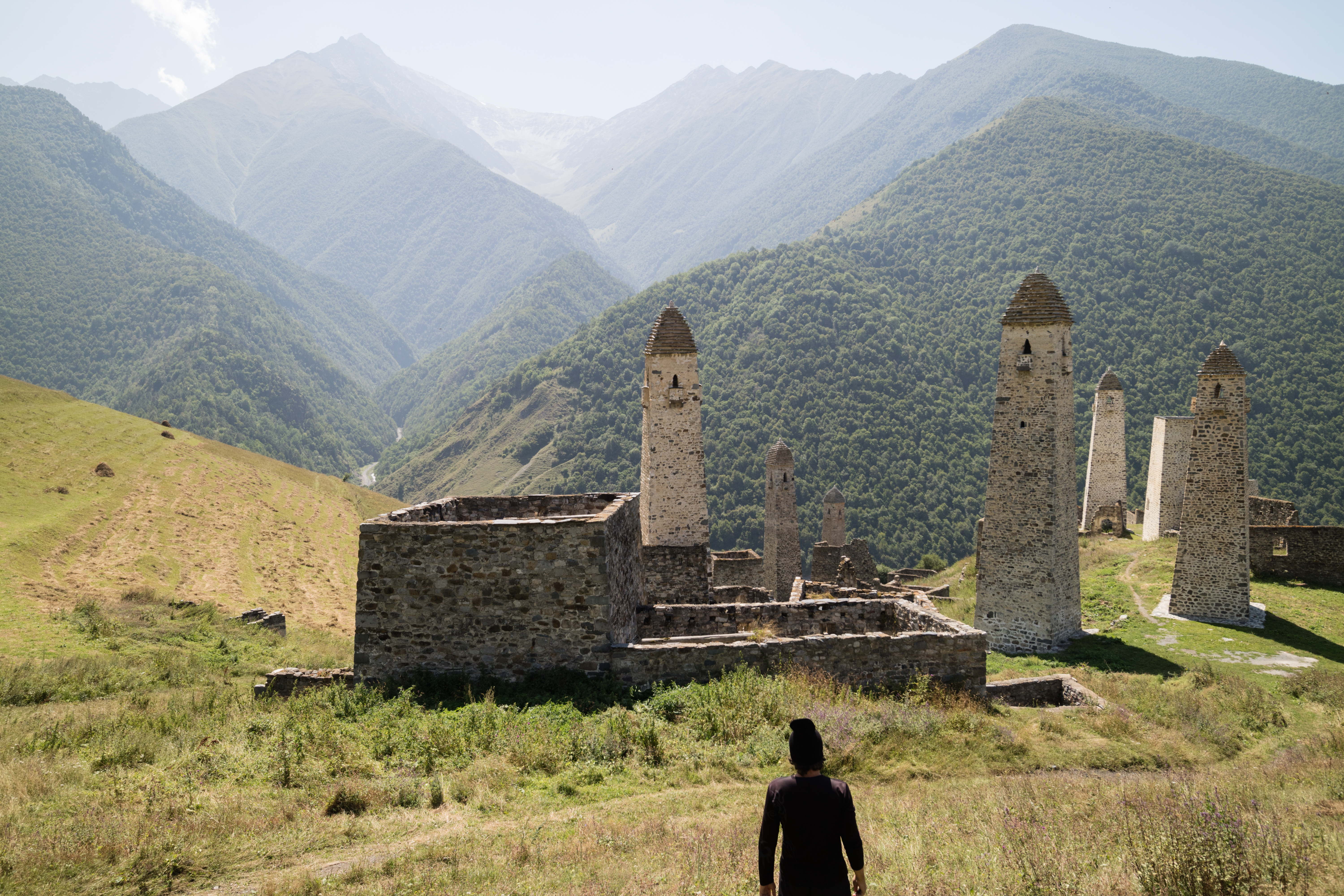

42°49′N 44°41′E / 42.817°N 44.683°E
傑伊拉赫區（俄语：Джейрахский район），是俄羅斯的一個區，位於該國西南部，由印古什共和國負責管轄，始建於1993年10月，面積628.14平方公里，2010年人口2,638，人口密度每平方公里4.2人。